# ملکه پائولا (بلژیک)
ملکه پائولا (پائولا رفو دی کالابریا) (زاده ۱۱ سپتامبر ۱۹۳۷) همسر پادشاه آلبرت دوم بلژیک است. او از سال ۱۹۹۳ تا ۲۰۱۳ ملکه بلژیک بود.
| پائولا     | پائولا                                           |
| ---------- | ------------------------------------------------ |
|            |                                                  |
| ملکه بلژیک |                                                  |
| تصدی       | ۹ اوت ۱۹۹۳ – ۲۱ ژوئیه ۲۰۱۳                       |
|            |                                                  |
| زاده       | ۱۱ سپتامبر ۱۹۳۷ ‏(۸۷ سال) فورته دی مارمی، ایتالیا |
| همسر(ان)   | آلبرت دوم بلژیک                                  |
| فرزند(ان)  | فیلیپ بلژیک شاهزاده آسترید شاهزاده لوران         |
| پدر        | Fulco Ruffo di Calabria                          |
| مادر       | Luisa Gazelli dei Count                          |

| عناوین ملکه پائولا بلژیک | عناوین ملکه پائولا بلژیک |
| ------------------------ | ------------------------ |
|                          |                          |
| عنوان مرجع               | اعلیحضرت                 |
| عنوان گفتاری             | اعلیحضرت                 |
| عنوان دیگر               | Ma'am                    |

## اوایل زندگی و پیشینه خانواده
او در یکی از شهرهای ایتالیا متولد شد. او هفتمین و جوانترین ملکه بلژیک است. او دارای ششمین لقب گواردیا لمپارد می‌باشد. (۱۸۸۴–۱۹۴۶) او از تبار ایتالیایی و بلژیکی است.

## منابع

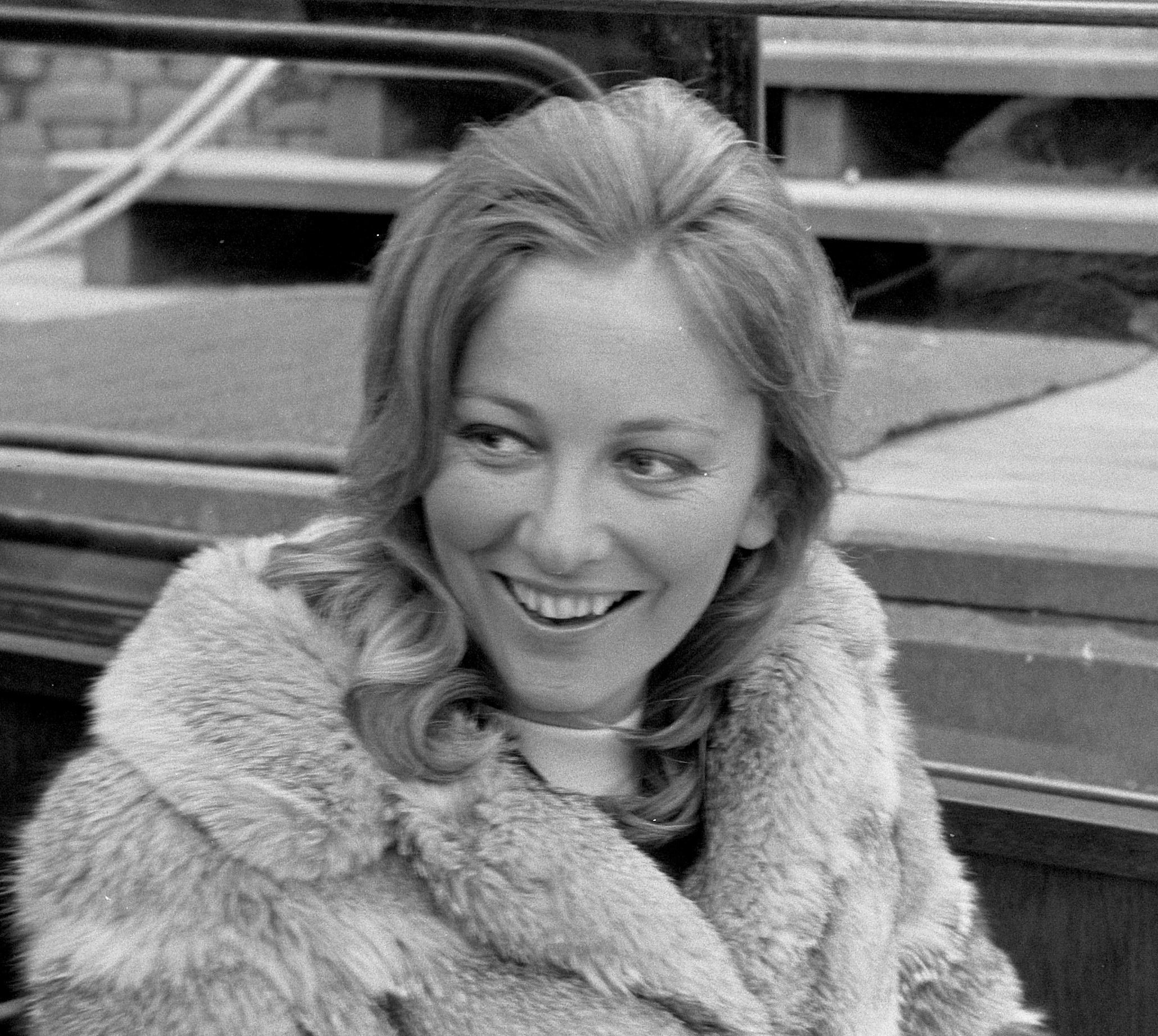